# BoA Special Live Nowness in JAPAN
「BoA Special Live Nowness in JAPAN」(ボア・スペシャル・ライブ・ナウネス・イン・ジャパン)は、2016年5月30日にavex traxより発売。

## 解説
ライブ・ビデオとしては、2015年リリースの『BoA LIVE TOUR 2014 ～WHO'S BACK？～』より約1年3ヶ月ぶりのリリースとなり、BoAの日本におけるデビュー丸15周年となる5月30日に発売がなされ、日本においてのライブ開催も前回から約1年2ヶ月振りとなった。
本作は、韓国にてデビュー15周年を記念したライブツアーの日本公演版として開催された様子を収録しており、歌手活動15年の間に世に送り出された楽曲をそれぞれ、日本語、韓国語、英語とを織り交ぜながら披露していく形となった事に加え、BoA曰く、普段日本で行っているライブとはテイストが異なる韓国でのスタイルに準拠したライブとなったのだと言う。

## 収録曲

### Disc 1
1. Girls On Top
2. The Shadow
3. Eat You Up
4. Kiss My Lips
5. Shattered
6. Medley 1
Spark
MOTO
Smash
Bad Drive
BUMP BUMP!
7. Hope
8. Home
9. Only One (Acoustic Ver.)

### Disc 2
1. Who Are You
2. Fox
3. Milky Way -君の歌-
4. Medley 2
VALENTI
My Name
Clockwork
5. DJ Medley
ID; Peace B
気持ちはつたわる
Shine We Are!
LISTEN TO MY HEART
Amazing Kiss
Rock With You
6. Medley 3
GAME
Shout It Out
Energetic
I Did It For Love
Lookbook
7. MASAYUME CHASING
8. アトランティスの少女 -Encore-
9. Green Light -Encore-
10. メリクリ (Happy 15th Anniversary Ver.) -Encore-